# Liste der Baudenkmäler in Byfang
Die Liste der Baudenkmäler in Byfang enthält die denkmalgeschützten Bauwerke auf dem Gebiet von Essen-Byfang, Stadtbezirk VIII, in Nordrhein-Westfalen (Stand: Oktober 2018). Diese Baudenkmäler sind in der Denkmalliste der Stadt Essen eingetragen; Grundlage für die Aufnahme ist das Denkmalschutzgesetz Nordrhein-Westfalen (DSchG NRW).

## Liste
| Bild                                                                           | Bezeichnung                                                                    | Lage                                              | Beschreibung | Bauzeit                                                        | Eingetragen seit   | Denkmal- nummer |
| ------------------------------------------------------------------------------ | ------------------------------------------------------------------------------ | ------------------------------------------------- | --- | -------------------------------------------------------------- | ------------------ | --------------- |
| Fachwerkhaus                                                                   | Fachwerkhaus                                                                   | Düschenhofer Wald 5 Karte                         | | Ende 18. Jahrhundert                                           | 13. September 1990 | 642             |
| ehem. Betriebsgebäude der Zeche Vereinigte Himmelsfürster Erbstollen           | ehem. Betriebsgebäude der Zeche Vereinigte Himmelsfürster Erbstollen           | Langenberger Straße 719 / Deipenbecktal 2/4 Karte | | Mitte 19. Jahrhundert                                          | 14. November 1991  | 753             |
| ehemaliges Zechengebäude der Zeche Prinz Wilhelm-Steingatt mit Stollenmundloch | ehemaliges Zechengebäude der Zeche Prinz Wilhelm-Steingatt mit Stollenmundloch | Langenberger Straße 775a-777a Karte               | | 1853                                                           | 14. November 1991  | 754             |
| Fachwerkwohnhaus                                                               | Fachwerkwohnhaus                                                               | Möllershus 48 Karte                               | | um 1760                                                        | 13. September 1990 | 643             |
| ehemalige Schule Oberbyfang                                                    | ehemalige Schule Oberbyfang                                                    | Niederweniger Straße 269 Karte                    | Schule mit vier Klassen und einer Lehrerwohnung; diente bis 1968 als Schule; von 1968 bis 2007 war hier eine Taubenklinik des Verbandes der Deutschen Brieftaubenzüchter untergebracht; heute Wohnhaus | um 1900                                                        | 13. September 1990 | 644             |
| weitere Bilder                                                                 | Hundebrücke                                                                    | Voßnacker Weg Karte                               | | zweite Hälfte 19. Jahrhundert                                  | 14. Mai 1987       | 150             |
| Kaminsockel der ehemaligen Zeche Victoria                                      | Kaminsockel der ehemaligen Zeche Victoria                                      | Nierenhofer Straße Karte                          | | Ende 19. Jahrhundert                                           | 23. November 1989  | 547             |
| Deilmannhof                                                                    | Deilmannhof                                                                    | Nierenhofer Straße 22 Karte                       | | 1840 und 1896                                                  | 13. September 1990 | 645             |
| weitere Bilder                                                                 | Deiler Mühle                                                                   | Nierenhofer Straße 24 Karte                       | gehört heute zur Route der Industriekultur | 19. Jahrhundert                                                | 14. Februar 1985   | 61              |
| Betriebsgebäude der ehemaligen Zeche Victoria                                  | Betriebsgebäude der ehemaligen Zeche Victoria                                  | Nierenhofer Straße 68b Karte                      | Die Zeche Victoria entstand aus der Konsolidierung mehrerer Zechen, unter anderem der Zeche Vereinigte Himmelskrone, aus deren Zeit das Stollenmundloch stammt.                                        | Stollenmundloch: 1847 Verwaltungs- und Kauengebäude: 1909–1910 | 10. August 1998    | 899             |
| Fachwerk-Wohnhaus                                                              | Fachwerk-Wohnhaus                                                              | Pothsberg 14 Karte                                | | Ende 18./Anfang 19. Jahrhundert                                | 10. Dezember 1987  | 241             |
| Fachwerkgebäude                                                                | Fachwerkgebäude                                                                | Pothsberg 17 Karte                                | | 18. Jahrhundert                                                | 13. September 1990 | 646             |
| Fachwerkhaus                                                                   | Fachwerkhaus                                                                   | Scheebredde 11a Karte                             | | Ende 18. Jahrhundert                                           | 13. September 1990 | 647             |
| BW                                                                             | Wohnhaus                                                                       | Reulsbergweg 55 Karte                             | | 18. Jahrhundert                                                | 14. November 1991  | 751             |
| weitere Bilder                                                                 | Deilbachhammer und Fachwerkhaus                                                | Eisenhammerweg/bei HNr. 25 Karte                  | Historisch liegt der Deilbachhammer in Byfang, da die beiden ihn umgebenden Bächer die historischen Grenzen sind. Nach heutigen Stadtteilgrenzen liegt er in Kupferdreh.                               | Ursprung im 16. Jahrhundert                                    | 14. Februar 1985   | 59              |